# 阿博库尔
阿博库尔（法語：Abaucourt，法語發音：[abokuʁ]），又称塞耶河畔阿博库尔（法語：Abaucourt-sur-Seille，法語發音：[abokuʁ syʁ sɛj]），是法国默尔特-摩泽尔省的一个市镇，属于南锡区。

## 地理
阿博库尔（48°53'49"N, 6°15'29"E）面积7.8 平方千米，位于法国大東部大區默尔特-摩泽尔省，该省份为法国东北部内陆省份，是洛林的一部分，北邻比利时、卢森堡，北起顺时针与摩泽尔省、下莱茵省、孚日省和默兹省接壤。
与阿博库尔接壤的市镇（或旧市镇、城区）包括：莱特里库尔、塞耶河畔马伊、诺姆尼、弗兰、泰泽圣马尔坦。

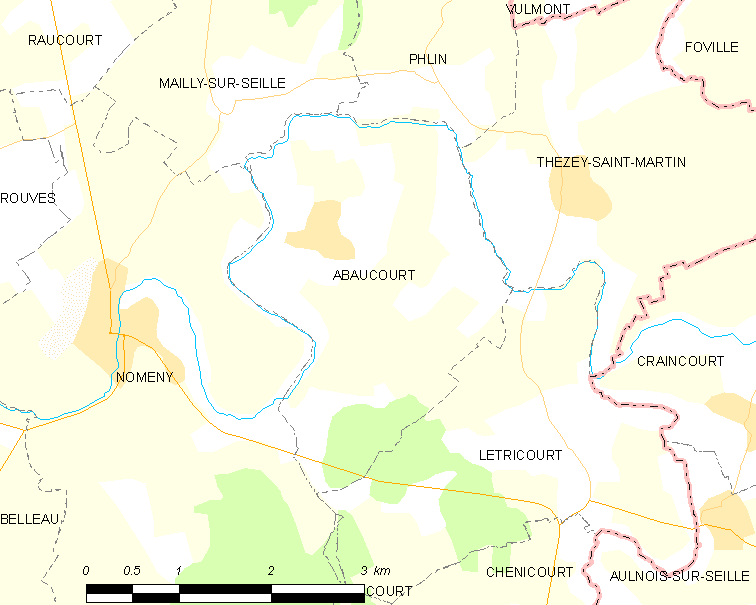
阿博库尔的OSM定位图

阿博库尔的时区为UTC+01:00、UTC+02:00（夏令时）。

## 行政
阿博库尔的邮政编码为54610，INSEE市镇编码为54001。

## 政治
阿博库尔所属的省级选区为塞耶-默尔特河间县。

## 人口

1962-2008年间阿博库尔人口变化图示

阿博库尔于2022年1月1日时的人口数量为327人。